# Danh sách cầu thủ tham dự giải vô địch bóng đá U-21 châu Âu 2009
Chỉ có các cầu thủ sinh trong hoặc sau ngày 1 tháng 1 năm 1986 mới được phép thi đấu. Các cầu thủ in đậm từng thi đấu cho đội tuyển quốc gia.

## Bảng A

### Belarus
Huấn luyện viên: Yuri Kurnenin
| Số | Vt | Cầu thủ                | Ngày sinh (tuổi)            | Số trận | Câu lạc bộ           |
| -- | -- | ---------------------- | --------------------------- | ------- | -------------------- |
| 1  | TM | Pavel Chasnowski       | 4 tháng 3, 1986 (23 tuổi)   |         | Vitebsk              |
| 2  | HV | Mikalay Asipovich      | 29 tháng 5, 1986 (23 tuổi)  |         | MTZ-RIPO Minsk       |
| 3  | HV | Alyaksandr Martynovich | 26 tháng 8, 1987 (21 tuổi)  |         | Dinamo Minsk         |
| 4  | HV | Igor Shitov            | 24 tháng 10, 1986 (22 tuổi) |         | BATE Borisov         |
| 5  | TV | Maksim Bardachow       | 18 tháng 6, 1986 (22 tuổi)  |         | BATE Borisov         |
| 6  | TV | Syarhey Balanovich     | 29 tháng 8, 1987 (21 tuổi)  |         | Shakhtyor Soligorsk  |
| 7  | TV | Sergey Krivets         | 8 tháng 6, 1986 (23 tuổi)   |         | BATE Borisov         |
| 8  | HV | Alyaksandr Valadzko    | 18 tháng 6, 1986 (22 tuổi)  |         | BATE Borisov         |
| 9  | TĐ | Leanid Kovel           | 29 tháng 7, 1986 (22 tuổi)  |         | Saturn Moscow Oblast |
| 10 | TĐ | Dzmitry Kamarowski     | 10 tháng 10, 1986 (22 tuổi) |         | Naftan Novopolotsk   |
| 11 | TV | Mikhail Afanasyev (c)  | 4 tháng 11, 1986 (22 tuổi)  |         | Amkar Perm           |
| 12 | TM | Artem Gomelko          | 8 tháng 12, 1989 (19 tuổi)  |         | Lokomotiv Moscow     |
| 13 | TV | Alyaksandr Sachywka    | 5 tháng 1, 1986 (23 tuổi)   |         | Minsk                |
| 14 | TV | Anton Putsila          | 10 tháng 6, 1987 (22 tuổi)  |         | Dinamo Minsk         |
| 15 | HV | Syarhey Kislyak        | 6 tháng 8, 1987 (21 tuổi)   |         | Dinamo Minsk         |
| 16 | HV | Aleh Veratsila         | 10 tháng 7, 1988 (20 tuổi)  |         | Dinamo Minsk         |
| 17 | TV | Syarhey Hihevich       | 26 tháng 1, 1987 (22 tuổi)  |         | Dinamo Minsk         |
| 18 | HV | Dzmitry Verkhawtsow    | 10 tháng 10, 1986 (22 tuổi) |         | Naftan Novopolotsk   |
| 19 | HV | Alyaksey Yanushkevich  | 15 tháng 1, 1986 (23 tuổi)  |         | Shakhtyor Soligorsk  |
| 20 | TĐ | Vladimir Yurchenko     | 26 tháng 1, 1989 (20 tuổi)  |         | Saturn Moscow Oblast |
| 21 | TV | Mikhail Sivakov        | 16 tháng 1, 1988 (21 tuổi)  |         | Cagliari             |
| 22 | TM | Anton Kavalewski       | 2 tháng 2, 1986 (23 tuổi)   |         | Naftan Novopolotsk   |
| 23 | HV | Andrey Chukhley        | 2 tháng 10, 1987 (21 tuổi)  |         | Dinamo Minsk         |

### Ý
Huấn luyện viên: Pierluigi Casiraghi
| Số | Vt | Cầu thủ             | Ngày sinh (tuổi)            | Số trận | Câu lạc bộ     |
| -- | -- | ------------------- | --------------------------- | ------- | -------------- |
| 1  | TM | Andrea Consigli     | 27 tháng 1, 1987 (22 tuổi)  |         | Atalanta       |
| 2  | HV | Marco Motta (c)     | 14 tháng 5, 1986 (23 tuổi)  |         | Udinese        |
| 3  | HV | Marco Andreolli     | 10 tháng 6, 1986 (23 tuổi)  |         | Roma           |
| 4  | HV | Domenico Criscito   | 30 tháng 12, 1986 (22 tuổi) |         | Juventus       |
| 5  | TV | Piermario Morosini  | 5 tháng 7, 1986 (22 tuổi)   |         | Vicenza        |
| 6  | HV | Lino Marzoratti     | 12 tháng 10, 1986 (22 tuổi) |         | Empoli         |
| 7  | TV | Ignazio Abate       | 12 tháng 11, 1986 (22 tuổi) |         | Torino         |
| 8  | TV | Claudio Marchisio   | 19 tháng 1, 1986 (23 tuổi)  |         | Juventus       |
| 9  | TĐ | Robert Acquafresca  | 11 tháng 9, 1987 (21 tuổi)  |         | Internazionale |
| 10 | TĐ | Sebastian Giovinco  | 26 tháng 1, 1987 (22 tuổi)  |         | Juventus       |
| 11 | HV | Paolo De Ceglie     | 17 tháng 9, 1986 (22 tuổi)  |         | Juventus       |
| 12 | TM | Salvatore Sirigu    | 12 tháng 1, 1987 (22 tuổi)  |         | Palermo        |
| 13 | HV | Andrea Ranocchia    | 16 tháng 2, 1988 (21 tuổi)  |         | Genoa          |
| 14 | HV | Phápsco Pisano      | 29 tháng 4, 1986 (23 tuổi)  |         | Cagliari       |
| 15 | HV | Salvatore Bocchetti | 30 tháng 11, 1986 (22 tuổi) |         | Genoa          |
| 16 | TV | Antonio Candreva    | 28 tháng 2, 1987 (22 tuổi)  |         | Udinese        |
| 17 | TV | Andrea Poli         | 29 tháng 9, 1989 (19 tuổi)  |         | Sampdoria      |
| 18 | TV | Alessio Cerci       | 23 tháng 7, 1987 (21 tuổi)  |         | Roma           |
| 19 | TĐ | Alberto Paloschi    | 4 tháng 1, 1990 (19 tuổi)   |         | Parma          |
| 20 | TĐ | Mario Balotelli     | 12 tháng 8, 1990 (18 tuổi)  |         | Internazionale |
| 21 | TV | Luca Cigarini       | 20 tháng 6, 1986 (22 tuổi)  |         | Atalanta       |
| 22 | TM | Andrea Seculin      | 14 tháng 7, 1990 (18 tuổi)  |         | Fiorentina     |
| 23 | TV | Daniele Dessena     | 10 tháng 5, 1987 (22 tuổi)  |         | Sampdoria      |

### Serbia
Huấn luyện viên: Slobodan Krčmarević
| Số | Vt | Cầu thủ             | Ngày sinh (tuổi)            | Số trận | Câu lạc bộ               |
| -- | -- | ------------------- | --------------------------- | ------- | ------------------------ |
| 1  | TM | Željko Brkić        | 9 tháng 7, 1986 (22 tuổi)   |         | Vojvodina                |
| 2  | HV | Marko Jovanović     | 23 tháng 3, 1988 (21 tuổi)  |         | Partizan                 |
| 3  | HV | Ljubomir Fejsa      | 14 tháng 8, 1988 (20 tuổi)  |         | Partizan                 |
| 4  | TV | Gojko Kačar         | 26 tháng 1, 1987 (22 tuổi)  |         | Hertha BSC               |
| 5  | HV | Nikola Petković     | 28 tháng 3, 1986 (23 tuổi)  |         | Eintracht Frankfurt      |
| 6  | HV | Nikola Gulan        | 23 tháng 3, 1989 (20 tuổi)  |         | Fiorentina               |
| 7  | TV | Milan Smiljanić (c) | 19 tháng 11, 1986 (22 tuổi) |         | Espanyol                 |
| 8  | TĐ | Rade Veljović       | 9 tháng 8, 1986 (22 tuổi)   |         | CFR Cluj                 |
| 9  | TĐ | Slavko Perović      | 9 tháng 6, 1989 (20 tuổi)   |         | Red Star Belgrade        |
| 10 | TĐ | Miralem Sulejmani   | 5 tháng 12, 1988 (20 tuổi)  |         | Ajax                     |
| 11 | TV | Zoran Tošić         | 28 tháng 4, 1987 (22 tuổi)  |         | Manchester United        |
| 12 | TM | Bojan Šaranov       | 22 tháng 9, 1987 (21 tuổi)  |         | OFK Beograd              |
| 13 | HV | Ivan Obradović      | 25 tháng 7, 1988 (20 tuổi)  |         | Partizan                 |
| 14 | HV | Nenad Tomović       | 30 tháng 8, 1987 (21 tuổi)  |         | Red Star Belgrade        |
| 15 | HV | Nemanja Pejčinović  | 4 tháng 11, 1987 (21 tuổi)  |         | Red Star Belgrade        |
| 16 | HV | Jagoš Vuković       | 10 tháng 6, 1988 (21 tuổi)  |         | Rad                      |
| 17 | TV | Nemanja Matić       | 1 tháng 8, 1988 (20 tuổi)   |         | MFK Košice               |
| 18 | TV | Marko Milinković    | 16 tháng 4, 1988 (21 tuổi)  |         | MFK Košice               |
| 19 | HV | Rajko Brežančić     | 21 tháng 8, 1989 (19 tuổi)  |         | Partizan                 |
| 20 | TĐ | Dušan Tadić         | 20 tháng 11, 1988 (20 tuổi) |         | Vojvodina                |
| 21 | HV | Milan Vilotić       | 21 tháng 10, 1986 (22 tuổi) |         | Čukarički                |
| 22 | TĐ | Nemanja Tomić       | 21 tháng 1, 1988 (21 tuổi)  |         | Partizan                 |
| 23 | TM | Živko Živković      | 14 tháng 4, 1989 (20 tuổi)  |         | Metalac Gornji Milanovac |

### Thụy Điển
Huấn luyện viên: Tommy Söderberg và Jörgen Lennartsson 
| Số | Vt | Cầu thủ              | Ngày sinh (tuổi)            | Số trận | Câu lạc bộ        |
| -- | -- | -------------------- | --------------------------- | ------- | ----------------- |
| 1  | TM | Johan Dahlin         | 8 tháng 9, 1986 (22 tuổi)   |         | Lyn               |
| 2  | HV | Mikael Lustig        | 13 tháng 12, 1986 (22 tuổi) |         | Rosenborg         |
| 3  | HV | Mattias Bjärsmyr (c) | 3 tháng 1, 1986 (23 tuổi)   |         | IFK Göteborg      |
| 4  | HV | Rasmus Bengtsson     | 26 tháng 6, 1986 (22 tuổi)  |         | Trelleborgs FF    |
| 5  | HV | Emil Johansson       | 11 tháng 8, 1986 (22 tuổi)  |         | Hammarb IFy       |
| 6  | HV | Per Karlsson         | 2 tháng 1, 1986 (23 tuổi)   |         | AIK               |
| 7  | TĐ | Ola Toivonen         | 3 tháng 7, 1986 (22 tuổi)   |         | PSV               |
| 8  | TV | Andreas Landgren     | 17 tháng 3, 1989 (20 tuổi)  |         | Helsingborgs IF   |
| 9  | TĐ | Marcus Berg          | 17 tháng 8, 1986 (22 tuổi)  |         | Groningen         |
| 10 | TĐ | Denni Avdić          | 5 tháng 9, 1988 (20 tuổi)   |         | IF Elfsborg       |
| 11 | TĐ | Robin Söder          | 1 tháng 4, 1991 (18 tuổi)   |         | IFK Göteborg      |
| 12 | TM | Pär Hansson          | 22 tháng 6, 1986 (22 tuổi)  |         | Helsingborgs IF   |
| 13 | TV | Gustav Svensson      | 7 tháng 2, 1987 (22 tuổi)   |         | IFK Göteborg      |
| 14 | TV | Guillermo Molins     | 26 tháng 9, 1988 (20 tuổi)  |         | Malmö FF          |
| 15 | TV | Labinot Harbuzi      | 4 tháng 4, 1986 (23 tuổi)   |         | Malmö FF          |
| 16 | HV | Pierre Bengtsson     | 12 tháng 4, 1988 (21 tuổi)  |         | AIK               |
| 17 | HV | Martin Olsson        | 17 tháng 5, 1988 (21 tuổi)  |         | Blackburn Rovers  |
| 18 | TV | Rasmus Elm           | 17 tháng 3, 1988 (21 tuổi)  |         | Kalmar FF         |
| 19 | TV | Pontus Wernbloom     | 25 tháng 6, 1986 (22 tuổi)  |         | IFK Göteborg      |
| 20 | TV | Emir Bajrami         | 7 tháng 3, 1988 (21 tuổi)   |         | IF Elfsborg       |
| 21 | TV | Gabriel Özkan        | 23 tháng 5, 1986 (23 tuổi)  |         | AIK               |
| 22 | HV | Joel Ekstrand        | 4 tháng 2, 1989 (20 tuổi)   |         | Helsingborgs IF   |
| 23 | TM | Kristoffer Nordfeldt | 23 tháng 6, 1989 (19 tuổi)  |         | IF Brommapojkarna |

## Bảng B

### Anh
Huấn luyện viên: Stuart Pearce

| Số | VT | Cầu thủ            | Ngày sinh (tuổi)            | Trận | Bàn | Câu lạc bộ              |
| -- | -- | ------------------ | --------------------------- | ---- | --- | ----------------------- |
| 1  | TM | Joe Hart           | 19 tháng 4, 1987 (22 tuổi)  | 18   | 0   | Manchester City         |
| 2  | HV | Martin Cranie      | 23 tháng 9, 1986 (22 tuổi)  | 12   | 0   | Portsmouth              |
| 3  | HV | Andrew Taylor      | 1 tháng 8, 1986 (22 tuổi)   | 12   | 0   | Middlesbrough           |
| 4  | TV | Lee Cattermole     | 21 tháng 3, 1988 (21 tuổi)  | 10   | 1   | Wigan Athletic          |
| 5  | HV | Richard Stearman   | 19 tháng 8, 1987 (21 tuổi)  | 3    | 0   | Wolverhampton Wanderers |
| 6  | HV | Nedum Onuoha       | 12 tháng 11, 1986 (22 tuổi) | 18   | 1   | Manchester City         |
| 7  | TV | James Milner       | 4 tháng 1, 1986 (23 tuổi)   | 42   | 8   | Aston Villa             |
| 8  | TV | Craig Gardner      | 27 tháng 11, 1986 (22 tuổi) | 11   | 2   | Aston Villa             |
| 9  | TĐ | Gabriel Agbonlahor | 13 tháng 10, 1986 (22 tuổi) | 13   | 5   | Aston Villa             |
| 10 | TV | Mark Noble (c)     | 8 tháng 5, 1987 (22 tuổi)   | 16   | 3   | West Ham United         |
| 11 | TV | Adam Johnson       | 14 tháng 7, 1987 (21 tuổi)  | 15   | 4   | Middlesbrough           |
| 12 | TV | Fabrice Muamba     | 6 tháng 4, 1988 (21 tuổi)   | 15   | 0   | Bolton Wanderers        |
| 13 | TM | Joe Lewis          | 6 tháng 10, 1987 (21 tuổi)  | 4    | 0   | Peterborough United     |
| 14 | TĐ | Theo Walcott       | 16 tháng 3, 1989 (20 tuổi)  | 15   | 6   | Arsenal                 |
| 15 | TV | Jack Rodwell       | 11 tháng 3, 1991 (18 tuổi)  | 2    | 1   | Everton                 |
| 16 | HV | James Tomkins      | 29 tháng 3, 1989 (20 tuổi)  | 1    | 0   | West Ham United         |
| 17 | HV | Micah Richards     | 24 tháng 6, 1988 (20 tuổi)  | 5    | 1   | Manchester City         |
| 18 | HV | Michael Mancienne  | 8 tháng 1, 1988 (21 tuổi)   | 12   | 1   | Chelsea                 |
| 19 | HV | Kieran Gibbs       | 26 tháng 9, 1989 (19 tuổi)  | 3    | 2   | Arsenal                 |
| 20 | TV | Andrew Driver      | 20 tháng 11, 1987 (21 tuổi) | 0    | 0   | Hearts                  |
| 21 | TĐ | Fraizer Campbell   | 13 tháng 9, 1987 (21 tuổi)  | 10   | 3   | Manchester United       |
| 22 | TM | Scott Loach        | 27 tháng 5, 1988 (21 tuổi)  | 3    | 0   | Watford                 |
| 23 | TV | Danny Rose         | 2 tháng 7, 1990 (18 tuổi)   | 1    | 0   | Tottenham Hotspur       |

Note: All information accurate at start of tournament, Ngày 15 tháng 6 năm 2009.

### Phần Lan
Huấn luyện viên: Markku Kanerva
| Số | Vt | Cầu thủ           | Ngày sinh (tuổi)            | Số trận | Câu lạc bộ        |
| -- | -- | ----------------- | --------------------------- | ------- | ----------------- |
| 1  | TM | Anssi Jaakkola    | 13 tháng 3, 1987 (22 tuổi)  |         | Siena             |
| 2  | HV | Ville Jalasto     | 19 tháng 4, 1986 (23 tuổi)  |         | Aalesund          |
| 3  | HV | Jukka Raitala     | 15 tháng 9, 1988 (20 tuổi)  |         | HJK Helsinki      |
| 4  | HV | Jonas Portin      | 30 tháng 9, 1986 (22 tuổi)  |         | Jaro              |
| 5  | HV | Tuomo Turunen     | 30 tháng 8, 1987 (21 tuổi)  |         | Honka             |
| 6  | TV | Tim Sparv (c)     | 20 tháng 2, 1987 (22 tuổi)  |         | Halmstad          |
| 7  | TV | Kasper Hämäläinen | 8 tháng 8, 1986 (22 tuổi)   |         | TPS               |
| 8  | TV | Mehmet Hetemaj    | 8 tháng 12, 1987 (21 tuổi)  |         | Panionios         |
| 9  | TĐ | Berat Sadik       | 14 tháng 9, 1986 (22 tuổi)  |         | Arminia Bielefeld |
| 10 | TV | Nicholas Otaru    | 15 tháng 7, 1986 (22 tuổi)  |         | Honka             |
| 11 | TĐ | Jarno Parikka     | 21 tháng 7, 1986 (22 tuổi)  |         | HJK Helsinki      |
| 12 | TM | Jon Masalin       | 29 tháng 1, 1986 (23 tuổi)  |         | Hamarkameratene   |
| 13 | HV | Pyry Kärkkäinen   | 10 tháng 11, 1986 (22 tuổi) |         | HJK Helsinki      |
| 14 | HV | Joni Aho          | 12 tháng 4, 1986 (23 tuổi)  |         | Inter Turku       |
| 15 | TV | Ilari Äijälä      | 30 tháng 9, 1986 (22 tuổi)  |         | MyPa-47           |
| 16 | TV | Përparim Hetemaj  | 12 tháng 12, 1986 (22 tuổi) |         | AEK Athens        |
| 17 | TV | Juha Hakola       | 27 tháng 10, 1987 (21 tuổi) |         | Heracles Almelo   |
| 18 | TV | Jussi Vasara      | 14 tháng 5, 1987 (22 tuổi)  |         | Honka             |
| 19 | TĐ | Aleksandr Kokko   | 6 tháng 4, 1987 (22 tuổi)   |         | Honka             |
| 20 | TĐ | Teemu Pukki       | 29 tháng 3, 1990 (19 tuổi)  |         | Sevilla           |
| 21 | HV | Petri Viljanen    | 3 tháng 2, 1987 (22 tuổi)   |         | Haka              |
| 22 | HV | Joona Toivio      | 4 tháng 4, 1988 (21 tuổi)   |         | AZ                |
| 23 | TM | Jukka Lehtovaara  | 15 tháng 3, 1988 (21 tuổi)  |         | TPS               |

### Đức
Huấn luyện viên: Horst Hrubesch
| Số | Vt | Cầu thủ            | Ngày sinh (tuổi)            | Số trận | Câu lạc bộ            |
| -- | -- | ------------------ | --------------------------- | ------- | --------------------- |
| 1  | TM | Manuel Neuer       | 27 tháng 3, 1986 (23 tuổi)  | 15      | Schalke 04            |
| 2  | HV | Andreas Beck       | 13 tháng 3, 1987 (22 tuổi)  | 22      | 1899 Hoffenheim       |
| 3  | HV | Sebastian Boenisch | 1 tháng 2, 1987 (22 tuổi)   | 10      | Werder Bremen         |
| 4  | TV | Benedikt Höwedes   | 29 tháng 2, 1988 (21 tuổi)  | 11      | Schalke 04            |
| 5  | HV | Jérôme Boateng     | 3 tháng 11, 1988 (20 tuổi)  | 8       | Hamburger SV          |
| 6  | TV | Dennis Aogo        | 14 tháng 1, 1987 (22 tuổi)  | 20      | Hamburger SV          |
| 7  | TV | Patrick Ebert      | 17 tháng 3, 1987 (22 tuổi)  | 10      | Hertha BSC            |
| 8  | TV | Sami Khedira (c)   | 4 tháng 4, 1987 (22 tuổi)   | 11      | VfB Stuttgart         |
| 9  | TĐ | Ashkan Dejagah     | 5 tháng 7, 1986 (22 tuổi)   | 16      | VfL Wolfsburg         |
| 10 | TV | Mesut Özil         | 15 tháng 10, 1988 (20 tuổi) | 11      | Werder Bremen         |
| 11 | TV | Marko Marin        | 13 tháng 3, 1989 (20 tuổi)  | 7       | BoNga Mönchengladbach |
| 12 | TM | Florian Fromlowitz | 2 tháng 7, 1986 (22 tuổi)   | 12      | Hannover 96           |
| 13 | TĐ | Sandro Wagner      | 29 tháng 11, 1987 (21 tuổi) | 5       | MSV Duisburg          |
| 14 | TV | Fabian Johnson     | 11 tháng 12, 1987 (21 tuổi) | 4       | 1860 Munich           |
| 15 | HV | Mats Hummels       | 16 tháng 12, 1988 (20 tuổi) | 10      | BoNga Dortmund        |
| 16 | HV | Daniel Schwaab     | 23 tháng 8, 1988 (20 tuổi)  | 14      | SC Freiburg           |
| 17 | TV | Dennis Grote       | 9 tháng 8, 1986 (22 tuổi)   | 14      | VfL Bochum            |
| 18 | TV | Daniel Adlung      | 1 tháng 10, 1987 (21 tuổi)  | 5       | VfL Wolfsburg         |
| 19 | TV | Änis Ben-Hatira    | 18 tháng 7, 1988 (20 tuổi)  | 3       | MSV Duisburg          |
| 20 | TV | Gonzalo Castro     | 11 tháng 6, 1987 (22 tuổi)  | 16      | Bayer Leverkusen      |
| 21 | HV | Marcel Schmelzer   | 22 tháng 1, 1988 (21 tuổi)  | 1       | BoNga Dortmund        |
| 22 | TĐ | Chinedu Ede        | 5 tháng 2, 1987 (22 tuổi)   | 5       | MSV Duisburg          |
| 23 | TM | Tobias Sippel      | 22 tháng 3, 1988 (21 tuổi)  | 1       | 1. FC Kaiserslautern  |

### Tây Ban Nha
Huấn luyện viên: Juan Ramón López Caro

| Số | VT | Cầu thủ            | Ngày sinh (tuổi)            | Trận | Bàn | Câu lạc bộ           |
| -- | -- | ------------------ | --------------------------- | ---- | --- | -------------------- |
| 1  | TM | Roberto Jiménez    | 10 tháng 2, 1986 (23 tuổi)  | 6    | 0   | Recreativo Huelva    |
| 2  | HV | Miguel Torres      | 28 tháng 1, 1986 (23 tuổi)  | 12   | 0   | Real Madrid          |
| 3  | HV | Nacho Monreal      | 26 tháng 2, 1986 (23 tuổi)  | 6    | 0   | Osasuna              |
| 4  | TV | Javi García        | 8 tháng 2, 1987 (22 tuổi)   | 8    | 0   | Real Madrid          |
| 5  | HV | Marc Torrejón      | 18 tháng 2, 1986 (23 tuổi)  | 8    | 0   | Espanyol             |
| 6  | TV | Javi Martínez      | 2 tháng 9, 1988 (20 tuổi)   | 7    | 0   | Athletic Bilbao      |
| 7  | TV | Sisi               | 22 tháng 4, 1986 (23 tuổi)  | 10   | 2   | Recreativo Huelva    |
| 8  | TV | Raúl García (c)    | 11 tháng 7, 1986 (22 tuổi)  | 17   | 1   | Atlético Madrid      |
| 9  | TĐ | Bojan Krkić        | 28 tháng 8, 1990 (18 tuổi)  | 8    | 3   | Barcelona            |
| 10 | TV | José Manuel Jurado | 29 tháng 6, 1986 (22 tuổi)  | 15   | 5   | Mallorca             |
| 11 | TV | Esteban Granero    | 2 tháng 7, 1987 (21 tuổi)   | 8    | 2   | Getafe               |
| 12 | HV | César Azpilicueta  | 28 tháng 8, 1989 (19 tuổi)  | 5    | 0   | Osasuna              |
| 13 | TM | Sergio Asenjo      | 28 tháng 6, 1989 (19 tuổi)  | 7    | 0   | Real Valladolid      |
| 14 | HV | Sergio Sánchez     | 3 tháng 4, 1986 (23 tuổi)   | 3    | 0   | Espanyol             |
| 15 | HV | Chico Flores       | 6 tháng 3, 1987 (22 tuổi)   | 2    | 0   | Almería              |
| 16 | HV | Iván Marcano       | 23 tháng 6, 1987 (21 tuổi)  | 0    | 0   | Racing Santander     |
| 17 | TV | Diego Capel        | 16 tháng 2, 1988 (21 tuổi)  | 7    | 2   | Sevilla              |
| 18 | TV | Mario Suárez       | 24 tháng 2, 1987 (22 tuổi)  | 3    | 0   | Mallorca             |
| 19 | TĐ | Xisco              | 26 tháng 6, 1986 (22 tuổi)  | 8    | 3   | Newcastle United     |
| 20 | TĐ | Jonathan Pereira   | 12 tháng 5, 1987 (22 tuổi)  | 2    | 0   | Racing Santander     |
| 21 | TĐ | Adrián López       | 8 tháng 1, 1988 (21 tuổi)   | 3    | 1   | Málaga               |
| 22 | TV | Pedro León         | 24 tháng 11, 1986 (22 tuổi) | 3    | 0   | Real Valladolid      |
| 23 | TM | Antonio Adán       | 13 tháng 5, 1987 (22 tuổi)  | 1    | 0   | Real Madrid Castilla |